# Liste des médaillés aux Jeux olympiques d'hiver de 1936
Cet article présente la liste des médaillés aux Jeux olympiques d'hiver de 1936, qui se sont déroulés à Garmisch-Partenkirchen en Allemagne du 6 au 16 février 1936.

## Bobsleigh
| Épreuves                         | Or                                                                  | Argent                                                               | Bronze                                                                  |
| -------------------------------- | ------------------------------------------------------------------- | -------------------------------------------------------------------- | ----------------------------------------------------------------------- |
| Bob à deux résultats détaillés   | États-Unis I Ivan Brown Alan Washbond                               | Suisse II Joseph Beerli Fritz Feierabend                             | États-Unis II Gilbert Colgate Richard Lawrence                          |
| Bob à quatre résultats détaillés | Suisse II Joseph Beerli Charles Bouvier Arnold Gartmann Pierre Musy | Suisse I Hans Aichele Hans Bütikofer Reto Capadrutt Fritz Feierabend | Grande-Bretagne James Cardno Guy Dugdale Charles Green Frederick McEvoy |

## Combiné nordique
| Épreuve                        | Or                   | Argent                 | Bronze               |
| ------------------------------ | -------------------- | ---------------------- | -------------------- |
| Individuel résultats détaillés | Oddbjørn Hagen (NOR) | Olaf Hoffsbakken (NOR) | Sverre Brodahl (NOR) |

## Patinage artistique
| Épreuves                    | Or                                | Argent                           | Bronze                               |
| --------------------------- | --------------------------------- | -------------------------------- | ------------------------------------ |
| Hommes résultats détaillés  | Karl Schäfer (AUT)                | Ernst Baier (GER)                | Felix Kaspar (AUT)                   |
| Femmes résultats détaillés  | Sonja Henie (NOR)                 | Cecilia Colledge (GBR)           | Vivi-Anne Hultén (SWE)               |
| Couples résultats détaillés | Allemagne Maxi Herber Ernst Baier | Autriche Ilse Pausin Erik Pausin | Hongrie Emilia Rotter László Szollás |

## Patinage de vitesse
| Épreuves                          | Or                      | Argent                | Bronze                |
| --------------------------------- | ----------------------- | --------------------- | --------------------- |
| 500 mètres résultats détaillés    | Ivar Ballangrud (NOR)   | Georg Krog (NOR)      | Leo Freisinger (USA)  |
| 1 500 mètres résultats détaillés  | Charles Mathiesen (NOR) | Ivar Ballangrud (NOR) | Birger Wasenius (FIN) |
| 5 000 mètres résultats détaillés  | Ivar Ballangrud (NOR)   | Birger Wasenius (FIN) | Antero Ojala (FIN)    |
| 10 000 mètres résultats détaillés | Ivar Ballangrud (NOR)   | Birger Wasenius (FIN) | Max Stiepl (AUT)      |

## Saut à ski
| Épreuve                                        | Or                | Argent              | Bronze                |
| ---------------------------------------------- | ----------------- | ------------------- | --------------------- |
| Tremplin normal individuel résultats détaillés | Birger Ruud (NOR) | Sven Selånger (SWE) | Reidar Andersen (NOR) |

## Ski alpin
| Épreuves                           | Or                  | Argent                  | Bronze                   |
| ---------------------------------- | ------------------- | ----------------------- | ------------------------ |
| Combiné hommes résultats détaillés | Franz Pfnür (GER)   | Gustav Lantschner (GER) | Émile Allais (FRA)       |
| Combiné femmes résultats détaillés | Christl Cranz (GER) | Käthe Grasegger (GER)   | Laila Schou-Nilsen (NOR) |

## Ski de fond
| Épreuves                             | Or                                                               | Argent                                                                | Bronze                                                              |
| ------------------------------------ | ---------------------------------------------------------------- | --------------------------------------------------------------------- | ------------------------------------------------------------------- |
| 18 km hommes résultats détaillés     | Erik August Larsson (SWE)                                        | Oddbjørn Hagen (NOR)                                                  | Pekka Niemi (FIN)                                                   |
| 50 km hommes résultats détaillés     | Elis Wiklund (SWE)                                               | Axel Wikström (SWE)                                                   | Nils-Joel Englund (SWE)                                             |
| 4 × 10 km hommes résultats détaillés | Finlande Sulo Nurmela Klaes Karppinen Matti Lähde Kalle Jalkanen | Norvège Oddbjørn Hagen Olaf Hoffsbakken Sverre Brodahl Bjarne Iversen | Suède John Berger Erik August Larsson Arthur Häggblad Martin Matsbo |

## Sports de démonstration

### Patrouille militaire
| Épreuves   | Or                                                                      | Argent                                                       | Bronze                                                          |
| ---------- | ----------------------------------------------------------------------- | ------------------------------------------------------------ | --------------------------------------------------------------- |
| Hommes     |                                                                         |                                                              |                                                                 |
| Par équipe | Italie Enrico Silvestri Luigi Perenni Stefamo Sertorelli Sisto Scilligo | Finlande Eino Kuvago Olli Remes Kalle Arantala Olli Huttunen | Suède Gunnar Wàhlberg Seth Olofsson Johan Wiksten John Westberg |

### Eisstock
| Épreuves                   | Or                                                                               | Argent                                                                                              | Bronze                                                                        |
| -------------------------- | -------------------------------------------------------------------------------- | --------------------------------------------------------------------------------------------------- | ----------------------------------------------------------------------------- |
| Longueur homme individuel  | Autriche Georg Edenhauser                                                        | Autriche Friedrich Mosshammer                                                                       | Allemagne Ludwig Retzer                                                       |
| Précision homme individuel | Autriche Ignaz Reiterer                                                          | GER August Brunner                                                                                  | Tchécoslovaquie Karl Wolfinger                                                |
| Par équipe                 | Autriche Wilhelm Silbermayr Anton Ritzl Otto Ritzl Wilhelm Pichler Rudolf Rainer | Autriche Josep Hodl-Schlehofer Johann Mrakitsch Rudolf Wagner(sport) Friedrich Schieg Hubert Lodler | Allemagne Georg Redel Ferdinand Erb Johann Eibach Josef Lenz Alois Dirnberger |

## Athlètes les plus médaillés
| Rang | Athlète                   | Sport                        | Médaille d'or, Jeux olympiques | Médaille d'argent, Jeux olympiques | Médaille de bronze, Jeux olympiques | Total |
| ---- | ------------------------- | ---------------------------- | ------------------------------ | ---------------------------------- | ----------------------------------- | ----- |
| 1    | Ivar Ballangrud (NOR)     | Patinage de vitesse          | 3                              | 1                                  | 0                                   | 4     |
| 2    | Oddbjørn Hagen (NOR)      | Ski de fond Combiné nordique | 1                              | 2                                  | 0                                   | 3     |
| 3    | Ernst Baier (GER)         | Patinage artistique          | 1                              | 1                                  | 0                                   | 2     |
| 3    | Joseph Beerli (SUI)       | Bobsleigh                    | 1                              | 1                                  | 0                                   | 2     |
| 5    | Erik August Larsson (SWE) | Ski de fond                  | 1                              | 0                                  | 1                                   | 2     |